# Takin' Me to Paradise
Takin' Me to Paradise è un singolo, composto dal batterista Bruno Bergonzi e dal cantautore e chitarrista Michele Vicino e pubblicato in Italia ed all'estero nel 1983.

## Vertenza contro Prince
L'iter giudiziario - che ha contrapposto Bruno Bergonzi e il musicista e cantante Michele Vicino a Prince - la cui canzone The Most Beautiful Girl in the World, è stata ritenuta identica a Takin' Me to Paradise, scritta da Bergonzi e da Vicino e pubblicata nel 1983 - si è concluso con condanna definitiva di Prince per plagio, con sentenza della Corte di Cassazione di Roma, a maggio 2015.

## Tracce
1. Takin' Me to Paradise – 3:58 (Bruno Bergonzi, Michele Vicino)
2. E.T. Casanova – 4:32 (Bruno Bergonzi, Michele Vicino, William Marino)